# 자그로스산맥쥐닮은햄스터
자그로스산맥쥐닮은햄스터(Calomyscus bailwardi)는 칼로미스쿠스과에 속하는 설치류의 일종이다. 비교적 덜 알려진 종으로 쥐닮은햄스터류 중에서 처음으로 기재되었다. 이란 남부 지역 전역에 걸쳐 분포하며, 특히 자그로스산맥에서 서식한다. 이란쥐닮은햄스터로도 알려져 있으며, 이란의 다른 지역에서 여러 종의 쥐닮은햄스터가 발견된다. 쥐닮은햄스터류 중에서 가장 크다. 상체는 진한 회색을 띠고, 하체는 희다. 메마른 바위 구릉지대부터 습윤 지역에 이르는 서식지에서 발견된다. 초본식물과 식물 씨앗을 먹는 것으로 알려져 있다. 2000년 그래포다츠키(Graphodatsky) 등이 자그로스산맥쥐닮은햄스터 분포 지역 전역의 서로 다른 지역에서 세 종류의 다른 핵형(2n=37, FNa=44; 2n=52, FNa=56; 2n=50, FNa=50)을 찾았다. 이는 추가적인 분류학적 개정이 필요함을 시사하는 것으로 보인다. 1979년 보론초프(Vorontsov) 등은 자그로스산맥쥐닮은햄스터에 대해 거의 알려진 것이 없으며, 현재의 정의는 크게 분포 지역에 근거한 것이라고 강조했다. 아직도 다수의 출처가 칼로미스쿠스속(Calomyscus)의 모든 종을 자그로스산맥쥐닮은햄스터의 일부로 언급하고 있다.